# Жемчугов, Сергей Александрович
Сергей Александрович Жемчугов (16 октября 1972, Лермонтов) — советский, российский и белорусский футболист, вратарь. Мастер спорта Республики Беларусь.
В первенстве СССР дебютировал в 1990 в команде второй низшей лиги «Локомотив» Минеральные Воды, проведя один матч. В 1991—1993 годах сыграл 71 матч за «Дружбу» Будённовск. В 1994 году провёл один матч в команде третьей лиги «Энергия» Пятигорск.
В сезонах 1994/95 — 1995 играл в чемпионате Белоруссии за «Бобруйск», в сезонах 1996—2001 — за «Белшину» Бобруйск. В 2002 году был в составе команды второго российского дивизиона «Кузбасс-Динамо» Кемерово, но не провёл ни одного матча. В 2004 году играл за дубль «Белшины». Завершил профессиональную карьеру в командах первой лиги Белоруссии «Днепр-ДЮСШ-1» Рогачёв (2004) и «Белшина» (2005).
Окончил Гомельский государственный университет.
С 2007 года — тренер-преподаватель по футболу в ОСП «ДЮСШ „Белшина“».